# عبد الجبار كاظم
عبد الجبار كاظم (10 شباط/فبراير 1949 - 21 نيسان/أبريل 1996)، ممثل عراقي. ولد في مدينة الكوت بالعراق - بدأ مسيرته الفنية عام 1956، كان صبيا في الصف الرابع الابتدائي في مسرحية مشاعل النضال عن ثورة الجزائر.. وكانت من إخراج مالك عطوان، ومن ثم مثل مسرحية (النعمان بن المنذر) إخراج حسن ناموس عام 1960، وحاز على العديد من الجوائز من خلالها فكانت تعتبر بمثابة انطلاقة له، وامتدت فترة تلمذته من عام 1968، إلى عام 1972م، وقدم العشرات من الأعمال الطلابية المسرحية ومن أهم المسرحيات التي قدمها في هذه الفترة المذكورة (زنوبيا ملكة تدمر - والبخيل لمؤلفها الشهير موليير -وسليمان القانوني)، تخرج عام 1972م من أكاديمية الفنون الجميلة ببغداد وقدم أهم أعماله المسرحية وهي (عطيل) للمخرج المسرحي فاضل خليل، و(المسيح يصلب من جديد) للمخرج المسرحي الراحل عوني كرومي، ومسرحية (كاليجولا)، ثم قدم بعد ذلك عمل مسرحي وهو (انا ضمير المتكلم) للمخرج المسرحي الراحل : قاسم محمد، في معهد بغداد التجريبي لفرقة المسرح الفني الحديث، وقد وصفه الفنان العراقي القدير خليل شوقي قائلا: (من أين اتيتم بـ «عبد الله غيث العراق»؟ ثم صعد على المسرح وطبع قبلة على جبينه، وكذلك قدم العديد من الأعمال السينمائية والتلفزيونية.

## الدراسة
- نال شهادة الماجستير عن رسالته (إشكالية التكامل الفني في العرض المسرحي) وقد ناقشه كل من (أسعد عبد الرزاق، ود. فاضل خليل، ود.عقيل مهدي، ود.وليد شامل) ونال شهادته بدرجة الامتياز.

## أعماله المسرحية
- مسرحية (هاملت عربيا) و(جيفارا عاد) والاثنان إخراج: سامي عبد الحميد. وكانتا لفرقة المسرح الفني الحديث العراقية المشهورة.
- وقدم أعمالا للفرقة القومية للتمثيل أبرزها: مسرحية (رسالة الطير) للمخرج الراحل قاسم محمد، ومسرحية (الغزاة - للمخرج محسن العزاوي)، ومسرحية (محاكمة الرجل الذي لم يحارب) للمخرج سليم الجزائري، و(زهرة الاقحوان - للمخرج سعدون العبيدي)، ومسرحية (دائرة الفحم البغدادية) و(مقامات أبي الورد) والاثنان إخراج الراحل إبراهيم جلال، و(مجالس التراث) للمخرج الراحل قاسم محمد، و(جلجامش - إخراج سامي عبد الحميد)، و(المحطة - للمخرج فتحي زين العابدين) و(مبادرات - إخراج الراحل عوني كرومي) و(سالومي - اللعبة - وعقدة حمار) للمخرج فاضل خليل، ومسرحيات (تالي الليل) و(السوق) وغيرها من المسرحيات التي قدمها.

## آخر عمل مسرحي أخرجه
- وكان آخر عمل مسرحي أخرجه هو مسرحية (يا حافر البير) عام 1996م. وقام ببطولتها كل من سوسن شكري وسمر محمد وعماد بدن وبهجت الجبوري.

### أخرج أعمالا مسرحية
- مسرحية (في داخل البيت) للمؤلف العالمي موريس ميترلنغ.
- مسرحية (إليكترا سوفليت).
- مسرحية (حفلة عرس) التي أعدها وأخرجها بنفسه.
- مسرحية (مأساة جيفارا).

## أعماله في المسرح العراقي العسكري
- مسرحية (نائب العريف حسين ارخيص).
- مسرحية (البرقية).
- مسرحية (يونس السبعاوي).
- مسرحية (عش القصب).

## أعماله السينمائية
- فيلم (المنعطف 1975) إخراج الراحل جعفر علي.
- فيلم (الرأس 1976) إخراج فيصل الياسري.
- فيلم (بيوت في ذلك الزقاق 1977) إخراج قاسم حول.
- فيلم (الأرجوحة).
- فيلم (الانتفاضة).
- فيلم (القادسية 1982) إخراج المصري الراحل صلاح أبو سيف.
- فيلم (فائق يتزوج 1984) إخراج المصري الراحل إبراهيم عبد الجليل.
- فيلم (حب في بغداد 1987) إخراج عبد الهادي الراوي.
- فيلم (المنفذون) إخراج عبد الهادي الراوي.
- فيلم (شمسنا لن تغيب) إخراج عبد السلام الأعظمي.
- فيلم (البيت 1988) إخراج : عبد الهادي الراوي.
- فيلم (ستة على ستة 1988) إخراج خيرية المنصور.
- فيلم (اللعبة 1989) إخراج محمد شكري جميل.
- فيلم (السيد المدير 1989) إخراج عبد الهادي الراوي.
- فيلم (الحب كان السبب) إخراج عبد الهادي مبارك.
- فيلم (مائة بالمائة 1993) إخراج خيرية المنصور.
- فيلم (افترض نفسك سعيدا 1994) إخراج عبد الهادي الراوي.

## أعماله التلفزيونية
- مسلسل (جرف الملح) إخراج الراحل إبراهيم عبد الجليل.
- مسلسل (الأماني الضالة) إخراج حسن حسني.
- مسلسل (المسافر) إخراج فلاح زكي.
- مسلسل (مضت مع الريح) إخراج خيرية المنصور.
- مسلسل (أجنحة الثعالب) إخراج كارلو هارتيون.
- تمثيلية (إعادة نظر) إخراج كارلو هايتيون.
- مسلسل خيوط من الماضي.
- مسلسل (خطوط ساخنة) إخراج خيرية المنصور.
- مسلسل (قضية عبد الله) إخراج فيصل الياسري.
- مسلسل (ذئاب الليل) بجزأيه الأول والثاني.
- مسلسل الكرتون سنان أدى شخصية الذئب زعبور.
- الفرج بعد الشدة.
- مسلسل (عنفوان الاشياء) ادى شخصية ماهر

## وفاته
- توفي عبد الجبار كاظم في 21 نيسان/أبريل 1996، وهي نفس السنة التي أخرج فيها عمله الأخير المسرحي (يا حافر البير).[1]